# Traverse (typographie)
Pour les articles homonymes, voir Traverse (homonymie).
En typographie, la traverse peut avoir plusieurs sens, cela peut être :
- la partie oblique de certaines lettres (par exemple Y), nommée aussi diagonale ;
- la barre horizontale qui traverse le fût d'une lettre (comme t ou f). Le terme s'emploie aussi pour désigner la barre horizontale (non traversante) de capitales comme le T ou le H. On parle même de traverse oblique lorsque cette barre n'est pas strictement horizontale, comme on le trouve dans certains types de caractères[1].

Il ne faut pas la confondre avec l'ergot ou sécante.
Les traverses sont des éléments importants sur lesquels peuvent jouer les créateurs de caractères. On peut comparer par exemple le délié très marqué des traverses dans les caractères de type Didone, contrastant avec le plein pour les fûts, avec l'absence de ce contraste dans les caractères de type Égyptienne.

Caractères Didot : contraste très marqué entre les traverses et les fûts
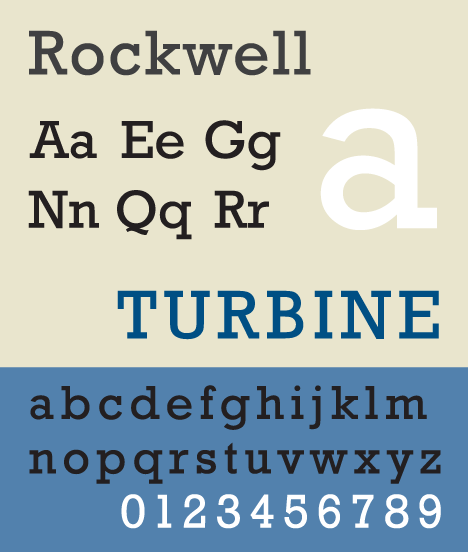
Caractères Rockwell : absence de contraste entre les traverses et les fûts